# Шина (народ)

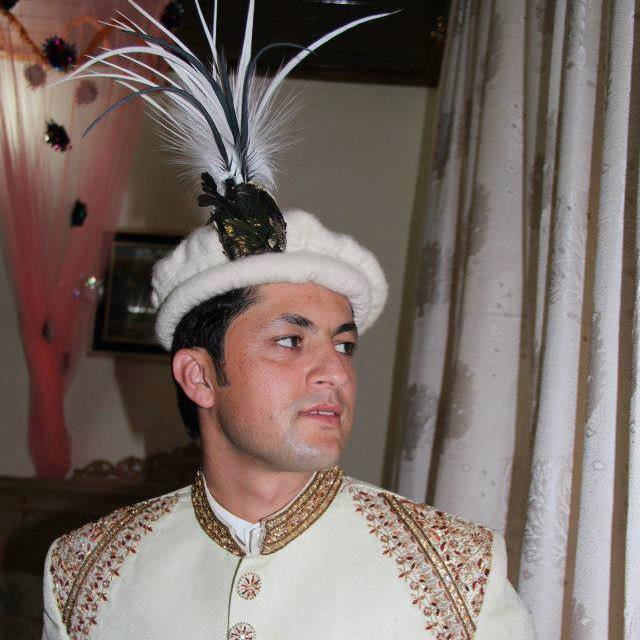
Шина в национальной одежде

Ши́на (шина ݜݨیاٗ) — дардский народ, в основном проживающий в Пакистане, а также на территории Индии (Джамму и Кашмир). Бо́льшая часть этнической территории шина находится в Пакистане — провинция Гилгит-Балтистан. Численность приблизительно 644 тыс. человек на 2016 год. Язык шина, представленный несколькими диалектами, входит в состав дардской группы индоиранской ветви индоевропейской семьи (Radloff, 1992. P. 412).

## История
До XIV века (когда на их территорию проник ислам) у них сложилось поземельно зависимое крестьянство. Между княжествами постоянно шли междоусобные войны, в результате чего распространилась практика поставления рабов на невольничьи рынки. Во многих деревнях, расположенных на северо-западном Кашмире, до сих пор сохранились укрепления (Штемпель, 1963. С. 29).

## Занятия
Ручное земледелие — традиционное занятие в долинах (зерновые, огородные и плодовые культуры; в долине Гилгита — виноград). Поскольку плодородных земель достаточно мало, шина живут довольно плотно. Сушёные фрукты и овощи меняют на зерновые, из-за недостатка хлеба в своем регионе (Левин, 1963. С. 434).
В высокогорных районах занимаются следующими промыслами: отгонным скотоводством, охотой, добычей золота и др. Также традиционное занятие шина — обслуживание караванов (поскольку долина Гилгита лежит на перекрёстке торговых путей). Они работают в качестве носильщиков и погонщиков вьючных животных (Кочнев, 1999. С. 463).

## Социальная организация и религия
Продолжает существовать сельская община. Нормы шариата являются основой семейно-брачных отношений. Верующие — в основном мусульмане (сунниты, шииты, исмаилиты) и буддисты. Но есть пережитки древних верований (анимизм, культ предков), а также индуизм (Воскресенский, 2005. С. 434).